# أوكي أكس
أوكي أكس (بالإنجليزية: OKX)، هي بورصة عملات مشفرة ومشتقات مقرها في سيشيل، تتضمن بعض الميزات الأساسية للبورصة في التداول الفوري أو التداول للعقود الآجلة، تم تأسيسها بواسطة ستار شو (徐 明星) في عام 2017. وهي مملوكة لمجموعة أوكي (Ok) التي تمتلك أيضًا بورصة العملات المشفرة أخرى باسم أوكي كوين (Okcoin). الرئيس التنفيذي للشركة هو جاي هاو  والمدير التنفيذي هو حيدر رفيق.
يقع المقر الرئيسي للمنصة في بكين، الصين،  في 25 نوفمبر 2019، أعلنت الشركة عن أربعة شركاء رئيسيين لرمزها المميز العالمي "OKB". وفقًا لرويترز، في فبراير 2021، شهدت المنصة أكبر حجم تداول لها في التاريخ، بزيادة 26 ٪ عن الشهر السابق إلى 188 مليار دولار. بعد إدراج عملتها الرقمية الجديدة، أظهرت العملة قفزة سعرية إيجابية بعد خمسة أيام. في يناير 2022 غيرت اسمها من أوكي إي أكس (OKEx) إلى أوكي أكس (OKX). تعتبر المنصة من أفضل أول خمس منصات عالمية مثل بينانس وكوين بيس وهوبي.